# De veiligheid van het land
De veiligheid van het land is een zevendelige televisiereeks die het werk van de Belgische veiligheidswereld in beeld brengt (voornamelijk dat van het Crisiscentrum van de FOD Binnenlandse Zaken). De reeks werd geproduceerd door productiehuis Sylvester Productions en werd in het voorjaar van 2019 uitgezonden op de Vlaamse televisiezender Eén. Voor het maken van de reeks werd er zes maanden gefilmd achter de schermen bij verschillende spelers in het Belgische veiligheidslandschap (voornamelijk bij het Crisiscentrum, maar ook bijvoorbeeld bij de politiediensten op het terrein bij evenementen, bij de Voetbalcel van de FOD Binnenlandse Zaken en bij het Gentse stadsbestuur in het kader van de Gentse Feesten).

## Afleveringen
| Aflevering | Inhoud | Uitzenddatum     |
| ---------- | --- | ---------------- |
| 1          | In deze aflevering wordt het Crisiscentrum voorgesteld. Terwijl de dienst Permanentie een betoging in Brussel volgt, wordt er in Luik een aanslag gepleegd.                       | 28 januari 2019  |
| 2          | Het Crisiscentrum en de Brusselse politie zien toe op het goede verloop van de NAVO-top in België van 11 en 12 juli 2018.                                                         | 4 februari 2019  |
| 3          | De turbulente NAVO-top is volop aan de gang en de verplaatsingen van president Trump en andere vips veroorzaken nervositeit bij het Crisiscentrum.                                | 11 februari 2019 |
| 4          | Het Crisiscentrum en de politie leiden de voetbalgekte voor de WK-wedstrijden van de Rode Duivels in goede banen. De Voetbalcel ziet toe op de naleving van de veiligheidsregels. | 18 februari 2019 |
| 5          | Voor de Gentse Feesten geldt dreigingsniveau 3. Het stadsbestuur organiseert een rampoefening en coördineert de werking van alle hulp- en veiligheidsdiensten tijdens de Feesten. | 25 februari 2019 |
| 6          | De protocoldienst van de FOD Binnenlandse Zaken verzorgt de goede gang van zaken tijdens de nationale feestdag. Het Crisiscentrum en de politie zien toe op de veiligheid.        | 4 maart 2019     |
| 7          | Het Crisiscentrum organiseert rampoefeningen rond terrorisme en biochemische aanslagen, neemt het voortouw met PNR en volgt de acties van de gele hesjes op.                      | 11 maart 2019    |